# Heriades arnoldi
Heriades arnoldi är en biart som beskrevs av Heinrich Friese 1922. Heriades arnoldi ingår i släktet väggbin, och familjen buksamlarbin. Inga underarter finns listade i Catalogue of Life.